# Veronika je odlučila umrijeti
Veronika je odlučila umrijeti (portugalski: Veronika Decide Morrer) roman je brazilskog pisca Paula Coelha koji tematizira narušavanje individualnog identiteta u svrhu priklanjanja kolektivu te pokušaje neprilagođenih pojedinaca da se potpuno asimiliraju u društvo. Također govori o vrijednosti života i o pronalaženju volje i snage da se taj život adekvatno i što ispunjenije proživi. Roman je napisan 1998. godine, a inspiraciju za pisanje Coelho je djelomično crpio iz svojih vlastitih iskustava koje je skupljao u raznim umobolnicama u kojima je boravio nekoliko puta.

## Radnja
Radnja započinje u stanu Veronike, dvadesetčetverogodišnje Slovenke, koja naizgled ima sve što može poželjeti: mladost, stabilan i dobro plaćeni posao, obitelj koja ju voli, prijatelje i ljepotu. Unatoč tomu, ona nije sretna, ali nije ni pretjerano snuždena. Njezin život je samo isprazan i bezličan i ona ne pronalazi razloge za daljnim nastavkom istog i zato pokušava počiniti suicid predoziranjem tabletama za spavanje, ali ne uspjeva u naumu. Biva smještena u jednu slovensku privatnu umobolnicu, gdje saznaje da je njezino srce zbog predoziranja ostalo nepopravljivo oštećeno i da joj preostaje svega nekoliko dana života. Unutar tih nekoliko dana Veronika je izolirana od stvarnosti u ustanovi u kojoj je mogao biti smješten svatko, bez obzira da li je mentalno zdrav ili bolestan - jedini i najvažniji uvjet jest da je financijski sposoban plaćati svoj boravak u toj instituciji. Stoga se zna dogoditi da u toj ustanovi borave i osobe koje i nemaju nekih mentalnih ili psihičkih problema, koje su tek nešto drugačije od ostalih zbog čega su u životu bile ismijavane ili odbačene. Budući da se nisu bile sposobne nositi s time niti su se mogle prilagoditi većini, svoje su utočište pronašle tamo gdje je ono “nenormalno” dio svakodnevice zbog čega to nenormalno na kraju postaje normalno. To im omogućuje da mogu živjeti u skladu sa svojim neobičnim željama i sklonostima, a da pri tom ne budu izloženi kritici ili ruglu. Mnoge pacijente čak ni njihov psihijatar, dr. Igor, ne smatra ludima. On vjeruje da je normalnost samo stvar percepcije i mišljenja većine i da se u društvu čak i mnoge ludosti i nelogičnosti smatraju normalnima samo zato što su općeprihvaćene kao takve. Normalnost je za njega prosječnost, a u uobičajenom društvenom kontekstu luđak je onaj koji u negativnom smjeru pretjerano odskače ili se znatno odmiče od prosječnosti. Veronika se, dakle, nalazi u ambijentu koji je potpuno izdvojen od uobičajenih društvenih normi i u svakodnevnom je iščekivanju neumitne smrti. U njoj tako sazrijeva spoznaja da više nema što izgubiti i da se može ponašati onako kako želi i kako hoće. Prvi put u životu duboko doživljava i proživljava istinsku sreću i tugu, zanose i strasti, sve ono što si ranije nije dopuštala jer bi joj time bila poljuljana udobna i stabilna kolotečina njenoga mirnog i sigurnog života. Počinje tako propitkivati svoju odluku o suicidu, analizirati svoju prošlost te uviđa da je upravo ona krivac za to što je njezin život u potpunosti bio i jest promašen. To je bio monoton i bezličan život, život bez intenzivnih emocija, bez patnje i bez sreće, život bez izazova, bez rizika i bez strasti. Shvaća da je svaka sekunda čovjekova bivanja određena njegovim izborom između metaforičkog življenja i umiranja, te da je ona gotovo uvijek odabirala umiranje. Budući da prvi puta u životu doista živi u punom smislu te riječi, vraća joj se i obnavlja volja za životom. Njezin novorođeni entuzijazam potiče i mnoge druge pacijente na promišljanje o vlastitom životu što im omogućuje da spoznaju u čemu su griješili i što ih je to dovelo u situaciju u kojoj se upravo nalaze. Neki od njih shvaćaju da su odabrali eskapizam samo zato što su bili preslabi nositi se sa stvarnošću i da im taj eskapizam neće donijeti istinsku sreću ni ispunjenost, već samo ispraznu i lažnu sigurnost. Na kraju odlučuju napustiti umobolnicu i prilagoditi se društvu u onoj mjeri koja dopušta kakvu-takvu asimilaciju i normalno funkcioniranje u istome, ali svejedno nastaviti njegovati svoj individualizam. Iako knjiga u prvi plan stavlja i kritizira sve ono što narušava i uništava integritet i individualni identitet ljudske jedinke, ipak ne niječe važnost kolektivnog identiteta jer je on također bitnan faktor koji sudjeluju u harmoniziranju individualne egzistencije i društva kao cjeline.

## Adaptacije
2009. knjiga je ekranizirana u istoimenom film redateljice Emily Young, sa Sarah Michelle Gellar u glavnoj ulozi

## Prijevodi
Knjiga je prevedena na više od 40 jezika: albanski, arapski, bugarski, katalonski, kineski, hrvatski, češki, danski, nizozemski, engleski, estonski, perzijski, finski, francuski, galješki, gruzijski, njemački, grčki, hebrejski, mađarski, islandski, indonezijski, talijanski, japanski, korejski, latvijski, litavski, makedonski, malajalamski, norveški, poljski, portugalski, rumunjski, ruski, srpski, slovački, slovenski, španjolski, švedski, tajski, turski, ukrajinski i vijetnamski.